# ヒメナ・ガルセス (アストゥリアス王妃)

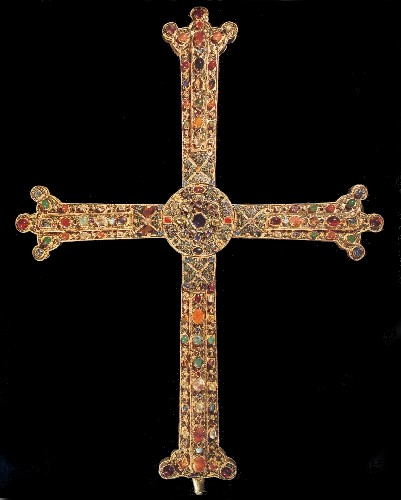
勝利の十字架（Cruz de la Victoria）

ヒメナ・ガルセス（スペイン語：Jimena Garcés, ? - 912年6月）は、アルフォンソ3世の妃。ガルシア1世、オルドーニョ2世およびフルエーラ2世の母。

## 生涯
ヒメナの生年は不明である。一部の研究者はヒメノはパンプローナ王ガルシア・イニゲスの娘であるとする一方、『ロダ写本』の系図にヒメナの名が見られないことを指摘し、この説に疑問を唱える研究者もいる。しかし、中世研究者フスト・ペレス・デ・ウルベルは自身の著書『Relaciones entre los reyes de Navarra y los condes de Castilla』（1945年）の中で、ヒメナはパンプローナ副王ガルシア・ヒメネスとその2番目の妃ダディルディス・デ・パリャースの娘であり、その場合はパンプローナ王サンチョ・ガルセス1世の姉妹にあたると指摘している。しかしこの場合でも、ヒメナが『ロダ写本』にガルシア・ヒメネス・デ・パンプローナの娘として見られない点に突き当たる。
908年、ヒメナは夫とともに「勝利の十字架（Cruz de la Victoria）」をオビエド大聖堂に寄贈した。これは、ガウソン城の金と貴重な宝石で覆われたものであった。また、同じく金と宝石で覆われた別の十字架が、夫妻からサンティアゴ・デ・コンポステーラ大聖堂に寄贈された。
ヒメナは子供たちが夫に対して起こした反乱に加わり、910年に夫アルフォンソ3世を退位させた。ヒメナは912年6月に死去した。

## 埋葬
ヒメナは夫が埋葬されていたアストルガ大聖堂に埋葬された。986年、ベルムード2世は当時レオン王国に向かって進軍してきていたアルマンソール率いるイスラム教徒の軍隊が夫妻の遺体を冒涜することを恐れ、夫妻の遺体をオビエドの町に移動させた。
ヒメナと夫アルフォンソ3世の遺体は、オビエド大聖堂のヌエストラ・セニョーラ・デル・レイ・カスト礼拝堂にある王室霊廟に改葬され、アストゥリアス王家の多くの成員がそこに埋葬された。しかし18世紀初頭に王室霊廟が再建されたため、そこに埋葬されているヒメナの遺体を特定することは現在は不可能となっている。

## 結婚と子女
アルフォンソ3世との間に8子が生まれた。
- ガルシア1世（870年 - 914年） - レオン王
- オルドーニョ2世（871年 - 924年） - ガリシア王、のちレオン王
- ゴンサロ（? - 920年頃） - 両親や兄弟が発行した多くの特許状において確認され、オビエド大聖堂の大助祭となった。オビエド大聖堂の王室霊廟に埋葬されているとも指摘されている[4]。
- フルエーラ2世（875年 - 925年） - アストゥリアス王、のちレオン王
- ラミロ（? - 929年） - 一部の研究者は、兄フルエーラ2世が次兄オルドーニョ2世の死後にレオン王位を継承したときに、ラミロがアストゥリアス王国を継承した可能性があると指摘している[5]。また、歴史家のハイメ・デ・サラザール・イ・アチャは、ラミロが兄フルエーラ2世の未亡人ウラカと結婚した可能性を指摘しているが[6]、歴史家のカリード・テヘドはそれに否定的である[5]。ラミロはオビエド大聖堂の王室霊廟に埋葬された。
- サンチャ
- 名不詳の娘2人